# Ephyralarve

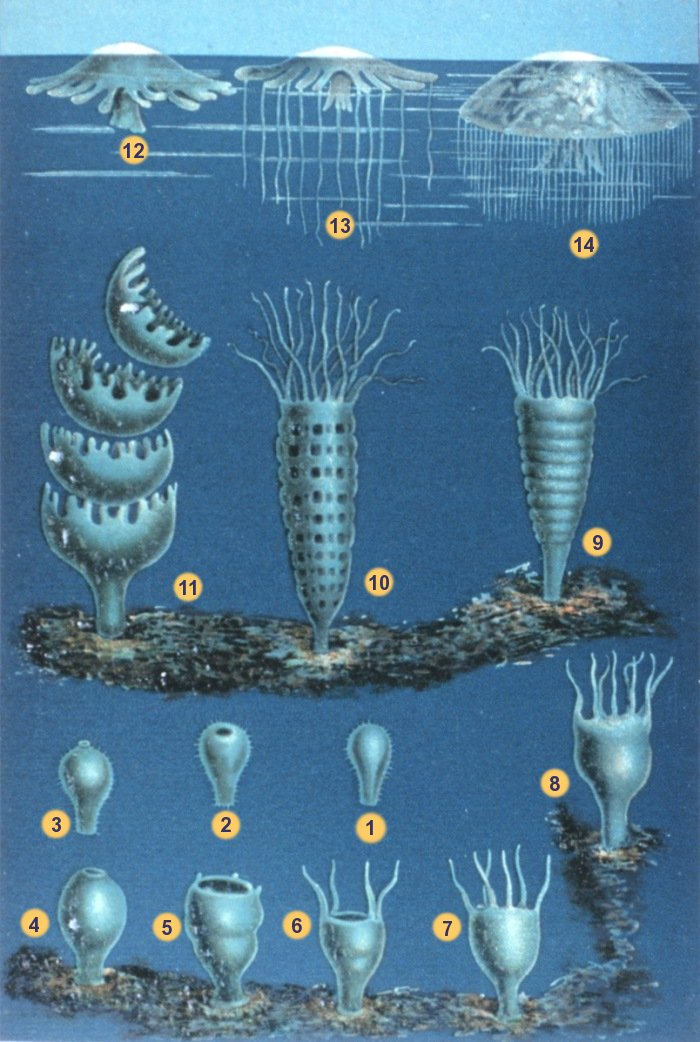
Entwicklungsstadien der Schirmquallen (11: Ephyra)

Die Ephyralarve ist eine Larvenform bei den Schirmquallen (Scyphozoa) und bei vielen Hydrozoen (Hydrozoa).
Die Ephyra entsteht in der Polypengeneration im Verlauf des Generationswechsels vegetativ durch Strobilation (Querabschnürung) von einem sessilen Scyphopolyp. Nach ihrer Loslösung schwimmt sie mit Hilfe von acht langen Stammlappen, die sich in zwei Flügellappen aufzipfeln. Zwischen diesen Flügellappen sitzt je ein Rhopalium.
Später sprießen zwischen den Randlappen neue Loben (Velarlappen) hervor, die dann mit den Randlappen verschmelzen, sodass sich schließlich ein geschlossener Medusenschirm bildet.
Vom Magen gehen acht größere, taschenförmige Ausstülpungen in die Randlappen hinein, adradial stülpen sich kleinere Ausstülpungen den Velarlappen entgegen.